# Bitwa u podnóża wulkanu Pichincha
Bitwa u podnóża wulkanu Pichincha – starcie zbrojne, które miało miejsce 24 maja 1822 roku w trakcie wojny o niepodległość Ekwadoru pomiędzy hiszpańskimi rojalistami a ekwadorskimi powstańcami.
W roku 1821 siły Simona Bolivara, dowodzone przez generała Antonio José de Sucre, uderzyły na Quito, gdzie zostały pobite przez wojska hiszpańskich rojalistów i straciły w walce 200 zabitych i rannych oraz 600 jeńców. Po tej porażce Bolivar postanowił zaatakować przeciwnika ze wschodu, od strony Kordylierów. 7 kwietnia 1822 roku jego wojska poniosły kolejną porażkę z Hiszpanami w bitwie na równinie Bomboná. 
W tym samym czasie generał Sucre wykorzystał nieobecność 2000 żołnierzy przeciwnika wysłanych przeciwko Bolivarowi i z pomocą korpusu z Peru dowodzonego przez generała de San Martina pomaszerował w kierunku miasta Cima de la Libertad. W drodze u podnóża wulkanu Pichincha doszło do spotkania obu stron. Dowodzący rojalistami Melchor Aymerich wysłał wówczas przeciwko niepodległościowcom trzy bataliony piechoty dowodzone przez oficerów: Carlosa Tolre oraz Nicolása Lópeza, którzy szczycili się sukcesami w walkach w Kolumbii i Ekwadorze. Hiszpanie ostrzelali oddziały powstańcze, co zmusiło generała Sucre do podziału sił. Wojska rojalistów zajmowały korzystniejsze pozycje, zasypując gradem kul oddziały przeciwnika, które mimo to utrzymały swoje pozycje, otrzymując wkrótce wsparcie w ludziach i amunicji. Największa zasługa przypadła w tym momencie dowódcy oddziału kolumbijskiego, José Miresowi, który na czele 100 ludzi odparł atak Hiszpanów. Gwałtowna strzelanina ponownie wyczerpała amunicję powstańców, w tej sytuacji Sucre zarządził atak na bagnety najbardziej doświadczonego w walkach oddziału kolumbijskiego, który miał uderzyć w centrum rojalistów. 
Widząc zagrożenie, Nicolás López wysłał swój najlepszy batalion (1 Aragoński) w celu obejścia lewej flanki przeciwnika i uderzenia na jego tyły. Manewr ten nie przyniósł powodzenia, a batalion aragoński został powstrzymany. W tym momencie piechota powstańcza uderzyła na bagnety, rozbijając linię Hiszpanów. Około południa pobite oddziały rojalistyczne wycofały się do Quito, pozostawiając u wzgórza wulkanu 400 zabitych. Sucre utracił 200 zabitych i 140 rannych. 
W wyniku porażki wojska rojalistów przestały stanowić istotne zagrożenie. Resztki oddziałów hiszpańskich rozpierzchły się po mieście ścigane przez powstańców. Następnego dnia po bitwie Hiszpanie skapitulowali. Do niewoli trafiło 1260 rojalistów, Aymerichowi pozwolono opuścić kraj. 
Wynik bitwy przesądził o wyzwoleniu Ekwadoru z rąk Hiszpanów. Jedynie na północy kraju, w pobliżu miasta Pasto, dochodziło jeszcze do niewielkich walk. 13 lipca Bolivar ogłosił Quito nowym departamentem Wielkiej Kolumbii.